# Kim Soo-nyung
Kim Soo-nyung (n. 5 aprilie 1971, Chungcheong de Nord, Coreea de Sud) este o arcașă ce a reprezentat Coreea de Sud, medaliată olimpică. A participat la 3 ediții ale Jocurilor Olimpice (1988, 1992, 2000) în care a câștigat patru medalii de aur, o medalie de argint și o medalie de bronz.